# Japan (piosenka)
„Japan”– piosenka amerykańskiego rapera Famous Dexa. Utwór, wyprodukowany przez JGramm, został udostępniony w serwisach streamingowych 16 marca 2018 roku. Piosenka osiągnęła pozycję 28 na liście Billboard Hot 100.

## Opis
„Japan” to drugi singel z debiutanckiego albumu Dexa, Dex Meets Dexter. Famous Dex po raz pierwszy zaprezentował piosenkę w czerwcu 2017 roku na Instagramie. Utwór zyskał ogromną popularność w Internecie dzięki virallowemu teledyskowi.

### Teledysk
Animowany teledysk autorstwa artysty GOODARTSUCKS został wydany wraz z piosenką 16 marca 2018 r.  Wideo zebrało ponad 20 milionów wyświetleń w ciągu miesiąca. Teledysk został wydany 24 maja 2018 r., wyreżyserowany był przez Xaviera Andrewsa.

## Pozycję na listach

### Tygodniowe
| Lista (2017–18)                       | Pozycja |
| ------------------------------------- | ------- |
| Kanada (Canadian Hot 100)             | 40      |
| USA Billboard Hot 100                 | 28      |
| USA Hot R&B/Hip-Hop Songs (Billboard) | 18      |

### Pod koniec roku
| Lista (2018)                          | Pozycja |
| ------------------------------------- | ------- |
| USA Hot R&B/Hip-Hop Songs (Billboard) | 60      |

## Certyfikaty
| Kraj                     | Certyfikat | Sprzedaż  |
| ------------------------ | ---------- | --------- |
| Stany Zjednoczone (RIAA) | 2× Platyna | 2,000,000 |
| Portugalia (AFP)         | Złoto      | 5,000     |
| Wielka Brytania (BPI)    | Srebro     | 200,000   |